# Hypsoblennius exstochilus
Hypsoblennius exstochilus är en fiskart som beskrevs av Böhlke, 1959. Hypsoblennius exstochilus ingår i släktet Hypsoblennius och familjen Blenniidae. Inga underarter finns listade i Catalogue of Life.